# Királyok völgye 4

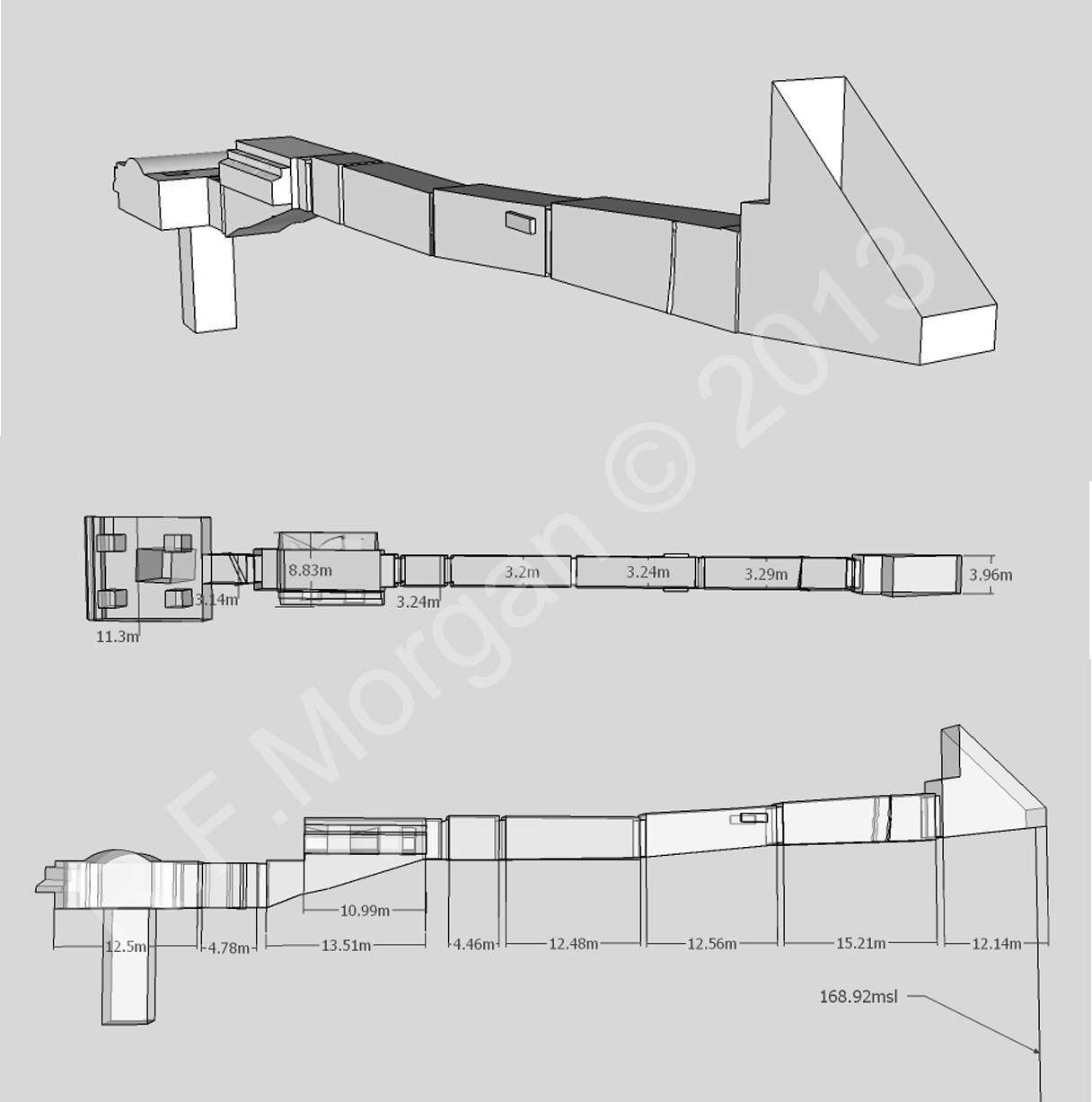
A sír izometrikus képe, alaprajza és oldalnézeti metszete egy 3D-modell alapján

A Királyok völgye 4 (KV4) egy egyiptomi sír a Királyok völgye keleti völgyében, a fő vádi délkeleti ágában. A XX. dinasztia utolsó fáraója, XI. Ramszesz számára épült, de nem fejezték be és az uralkodót nem temették ide. Ez volt az utolsó királysír a Királyok völgyében.
A sír egyenes tengelyű, hossza 104,09 m, területe 503,5 m². A bejárati folyosó után három, enyhén lejtő folyosó követi egymást, majd a rituális aknának helyt adó kamra következik (magát az aknát nem vájták ki), végül egymás után két, négyoszlopos kamra, melyeket rövid folyosó köt össze. Mindkét oszlopos kamra befejezetlen; a második a sírkamra, melynek közepébe mély aknát vájtak. A közeli alapítási lerakatokból úgy tűnik, ez az eredeti terv része volt. A sírkamra mennyezete boltíves, az oszlopok nem négyzetes, hanem téglalap alapúak. Díszítés nyomai csak a bejáratnál és az első folyosón láthatóak, melyet vastagon levakoltak, és vörössel felvázolták rá XI. Ramszesz alakját istenekkel. A dekoráció egy része már az ókorban elpusztult; I. Pinedzsem restauráltatta, és Ramszesz neve helyére a sajátját íratta.
A XXI. dinasztia idején, I. Pinedzsem uralkodása alatt több királysírt kiürítettek, egyrészt, hogy a sírrablók elől biztonságos helyre vigyék a múmiákat, másrészt hogy a velük eltemetett értékes dolgokat újrahasznosítsák. A KV4 sírt ekkor műhelynek használhatták a KV20 (Hatsepszut sírja), KV34 (III. Thotmesz sírja) és a KV38 (I. Thotmesz sírja) anyagának feldolgozásához. Lehetséges, hogy Pinedzsem saját temetkezéséhez is fel akarta használni a sírt, erre azonban nem került sor, ami kapcsolatban állhat azzal, hogy felhagytak a királyi temetkezésekkel a völgyben.

## Feltárása
A sír az ókor óta nyitva áll, és népszerű turistalátványosság lehetett, mint azt démotikus, görög, latin, kopt, francia és angol falfirkák is bizonyítják. A kopt időkben lakóhelynek és istállónak is használták. A sírt feltérképezte Richard Pococke 1737-1738-ban, a napóleoni expedíció 1799-ben, James Burton 1825-ben, Edward William Lane 1826-1827-ben, leírta Karl Richard Lepsius 1844-1845-ben; Howard Carter raktárnak és étkezőnek használta 1923-ban a Tutanhamon-sír feltárása során (mielőtt a KV15-öt kezdte használni erre a célra).
Feltárását csak 1978-ban kezdte meg John Romer a Brooklyni Múzeum megbízásából; 1980-ig dolgozott itt. A Romer ásatásai során előkerült leletek öt csoportra oszthatóak:
- Tutanhamon sírjából eredő tárgyak: a KV62 folyosóját borító törmelékből kerülhettek elő, és Howard Carter ásatása során kerülhettek át a KV4-be. Közéjük tartozik a híres Nofertum-fej.[4]
- Kopt tevékenység nyomai: döngölt padló és durva kőfal maradványai, díszített cserépedények darabjai és egy bizánci rézérme.[4]
- XXII. dinasztia korabeli intruzív temetkezés nyomai a sírkamrában lévő aknában: csontok, kartonázsdarabok és egy töredékes koporsó. Az égésnyomok arra utalnak, a kopt időkben a temetkezést megszentségtelenítették.[4]
- Újbirodalmi királyi temetkezések töredékei a sírkamrában és az aknát megtöltő törmelék aljában, valószínűleg az Újbirodalom vége óta itt voltak: aranyozott gesszó töredékei (némelyik királyi koporsóról); fatáblák töredékei, melyek stilisztikailag a KV20 és KV35 sírban talált tárgyakhoz hasonlóak; legalább egy antropoid koporsó töredékei, egy, a XVIII. dinasztia közepén élt női uralkodó (valószínűleg Hatsepszut) koporsójából; nagy kék fajanszedény, rajta Hórusz-név, amely I. Thotmeszé és II. Ramszeszé is lehet; fa szobortalapzatok (némelyiken III. Thotmesz előneve); egy szoborláb töredéke, amely illik a KV34 sírban talált fa lúdszoborhoz; IV. Ramszesz usébtijei.[5]
- XI. Ramszesz sírjának alapítási lerakatai.[4]

## Fordítás
- Ez a szócikk részben vagy egészben  a   KV4 című angol Wikipédia-szócikk ezen változatának fordításán alapul.  Az eredeti cikk szerkesztőit annak laptörténete sorolja fel. Ez a jelzés csupán a megfogalmazás eredetét és a szerzői jogokat jelzi, nem szolgál a cikkben szereplő információk forrásmegjelöléseként.

## Külső hivatkozások
- Theban Mapping Project: KV4